# Rima-Gouria
Pour les articles homonymes, voir Rima.
Ne doit pas être confondu avec Rima-Mossi.
Rima-Gouria est une commune rurale située dans le département de Kalsaka de la province du Yatenga dans la région Nord au Burkina Faso.

## Économie
L'agriculture et le maraîchage, ce dernier développé en partie avec l'aide de l'association Action Sahel fertile de Saint-Crespin en Normandie, sont les activités économiques principales du village.

## Santé et éducation
Le centre de soins le plus proche de Rima-Gouria est le centre de santé et de promotion sociale (CSPS) de Kalsaka tandis que le centre médical avec antenne chirurgicale (CMA) de la province se trouve à Séguénéga.